# Parasemidalis alluaudina
Parasemidalis alluaudina is een insect uit de familie van de dwerggaasvliegen (Coniopterygidae), die tot de orde netvleugeligen (Neuroptera) behoort. 
De wetenschappelijke naam Parasemidalis alluaudina is voor het eerst geldig gepubliceerd door Navás in 1912.